# Trapiche del Rosario
Trapiche del Rosario es una localidad rural situada en el municipio de Actopan, en el estado de Veracruz, México. Esta comunidad es reconocida por su historia de más de 300 años, su participación en la industria cañera, y por ser un destino turístico cercano al río Actopan, que cuenta con atractivos naturales como El Descabezadero.

## Historia
Trapiche del Rosario tiene una rica historia que data de hace más de 300 años. La localidad ha sido parte fundamental de la economía agrícola de la región, con especial énfasis en la producción de caña de azúcar. Su nombre proviene de los trapiches, molinos utilizados para la molienda de la caña, una actividad que definió el desarrollo de la zona.
En 2018, un grupo de autores locales publicó el libro Trapiche del Rosario: Trescientos años de historia, en el que se detalla la evolución de la localidad a lo largo de los siglos, desde sus orígenes como una comunidad rural hasta convertirse en un punto clave en la producción cañera del municipio.

## Geografía
Trapiche del Rosario se encuentra a una altitud de 479 metros sobre el nivel del mar, y está situada a 3 km al suroeste de la aldea La Tinaja y a 3 km al norte de Coyolillo. Sus coordenadas geográficas son 19.53972° norte y -96.74111° oeste.

## Economía
Históricamente, la economía de Trapiche del Rosario ha estado basada en la agricultura, específicamente en el cultivo de caña de azúcar. La producción de dulces típicos, como el jamoncillo, también ha destacado como parte de la tradición gastronómica de la localidad.

## Cultura y turismo
La región se ha convertido en un destino turístico por su cercanía al río Actopan y a atractivos naturales como El Descabezadero, un lugar popular para practicar deportes acuáticos y disfrutar de la naturaleza.
Además, Trapiche del Rosario es famosa por la elaboración de figuritas de jamoncillo, un dulce tradicional de leche y azúcar. Estas figuras son especialmente populares durante la festividad de Día de Muertos (Todos Santos), cuando se utilizan para adornar los altares dedicados a los difuntos. Esta tradición es parte importante de la identidad cultural de la comunidad.

## Demografía
Según datos recientes, la población de Trapiche del Rosario es de aproximadamente 1,380 habitantes. La comunidad mantiene un estilo de vida rural, con una economía predominantemente agrícola.